# Дискография на Малума
Колумбийският певец Малума има издадени 5 студийни албума, един микстейп (EP) и 44 сингъла, както и 6 промоционални сингъла.

## Албуми

### Студийни албуми
- Magia (Издаден: 7 август 2012 г.)
- Pretty Boy, Dirty Boy (Издаден: 30 октомври 2015 г.)
- F.A.M.E. (Издаден: 18 май 2018 г.)
- 11:11 (Издаден: 17 май 2019 г.)
- Papi Juancho (Издаден: 21 август 2020 г.)
- Don Juan (Издаден: 25 август 2023 г.)

### Саундтрак албуми
- Marry Me (с Дженифър Лопес) (Издаден: 4 февруари 2022 г.)

### Микстейпове
- PB.DB The Mixtape (Издаден: 13 януари 2015 г.)

### EP
- 7 Días en Jamaica (Издаден: 28 януари 2021 г.)
- The Love & Sex Tape (Издаден: 10 юни 2022 г.)